# 神田知子
神田 知子（かんだ ともこ、10月19日 - ）は日本のボディビルダー。大阪府出身。血液型はB型。現在は大阪市阿倍野区在住。
日本を代表する女性ボディビルダーの一人で、出場する大会では上位を争うことのできる実力者である。
大阪学院大学 商学部商学科で学び、ブラッドフォード大学社会科学女性学研究 トロイステート大学院で経営学修士号を取得。

## 戦歴
1992年 米空軍横田基地ベンチプレス 優勝
1993年 同軍内 ブラッド＆ガッツ大会 優勝
2002年 ジャパンオープンベンチプレス56キロ級 日本新記録達成（75k）
2002年 近畿ベンチプレス 優勝
2004年 全日本ボディビル選手権マスターズ 優勝
2004年 大阪・関西ボディビル選手権 優勝
2004年 全日本ボディビル選手権 準優勝
2011年 全日本ボディビル選手権 3位
2011年 女子西日本ボディビル選手権 優勝
2012年 全日本ボディビル選手権 6位